# Словения на летних Олимпийских играх 2012
Словения на летних Олимпийских играх 2012 была представлена в пятнадцати видах спорта.

## Медалисты

### Золото
| Золото |              |                           |
| №      | Спортсмены   | Вид спорта (дисциплина)   |
| 1      | Уршка Жолнир | Дзюдо (женщины, до 63 кг) |

### Серебро
| Серебро |               |                                           |
| №       | Спортсмены    | Вид спорта (дисциплина)                   |
| 1       | Примож Козмус | Лёгкая атлетика (мужчины, метание молота) |

### Бронза
| Бронза |                     |                                               |
| №      | Спортсмены          | Вид спорта (дисциплина)                       |
| 1      | Лука Шпик Ижток Чоп | Академическая гребля (мужчины, парные двойки) |
| 2      | Раймонд Дебевец     | Стрельба (мужчины, винтовка лёжа, 50 метров)  |

## Результаты соревнований

### Академическая гребля
В следующий раунд из каждого заезда проходили несколько лучших экипажей (в зависимости от дисциплины). В утешительный заезд попадали спортсмены, выбывшие в предварительном раунде. В финал A выходили 6 сильнейших экипажей, остальные разыгрывали места в утешительных финалах B-F.
Мужчины
| Соревнование  | Спортсмены          | Предварительный заезд | Предварительный заезд | Предварительный заезд | Отборочный заезд | Отборочный заезд | Отборочный заезд | Четвертьфинал | Четвертьфинал | Четвертьфинал | Полуфинал | Полуфинал | Полуфинал | Финал   | Финал   | Итоговое место |
| Соревнование  | Спортсмены          | Заезд                 | Время                 | Место                 | Заезд            | Время            | Место            | Заезд         | Время         | Место         | Заезд     | Время     | Место     | Время   | Место   | Итоговое место |
| ------------- | ------------------- | --------------------- | --------------------- | --------------------- | ---------------- | ---------------- | ---------------- | ------------- | ------------- | ------------- | --------- | --------- | --------- | ------- | ------- | -------------- |
| двойки парные | Лука Шпик Изток Чоп | 1                     | 6:17,78               | 2 Q                   | не участвовали   | не участвовали   | не участвовали   | не проводится | не проводится | не проводится | 2         | 6:19,97   | 1 Q       | Финал A | Финал A | 3              |
| двойки парные | Лука Шпик Изток Чоп | 1                     | 6:17,78               | 2 Q                   | не участвовали   | не участвовали   | не участвовали   | не проводится | не проводится | не проводится | 2         | 6:19,97   | 1 Q       | 6:34,35 | 3       | 3              |

### Бадминтон
Спортсменов — 1
Женщины
| Соревнование     | Спортсмены | Групповой этап | Групповой этап | Групповой этап | 1/8 финала    | 1/4 финала    | 1/2 финала    | Финал         | Финал |
| Соревнование     | Спортсмены | 1 матч         | 2 матч         | 3 матч         | 1/8 финала    | 1/4 финала    | 1/2 финала    | Финал         | Финал |
| Соревнование     | Спортсмены | Соперник Счёт  | Соперник Счёт  | Соперник Счёт  | Соперник Счёт | Соперник Счёт | Соперник Счёт | Соперник Счёт | Место |
| ---------------- | ---------- | -------------- | -------------- | -------------- | ------------- | ------------- | ------------- | ------------- | ----- |
| Одиночный разряд | Майя Тврди |                |                |                |               |               |               |               |       |

### Гребля на байдарках и каноэ
Спортсменов —

#### Гребной слалом
Мужчины
| Соревнование | Спортсмены             | Предварительный этап | Предварительный этап | Предварительный этап | Предварительный этап | Предварительный этап | Предварительный этап | Предварительный этап | Полуфинал | Полуфинал | Полуфинал | Полуфинал | Финал                 | Финал                 | Финал                 | Финал                 |
| Соревнование | Спортсмены             | 1 попытка            | 1 попытка            | 1 попытка            | 2 попытка            | 2 попытка            | 2 попытка            | Место                | Полуфинал | Полуфинал | Полуфинал | Полуфинал | Финал                 | Финал                 | Финал                 | Финал                 |
| Соревнование | Спортсмены             | Время                | Штраф                | Итог                 | Время                | Штраф                | Итог                 | Место                | Время     | Штраф     | Итог      | Место     | Время                 | Штраф                 | Итог                  | Место                 |
| ------------ | ---------------------- | -------------------- | -------------------- | -------------------- | -------------------- | -------------------- | -------------------- | -------------------- | --------- | --------- | --------- | --------- | --------------------- | --------------------- | --------------------- | --------------------- |
| Б-1          | Питер Каузер           |                      |                      |                      |                      |                      |                      |                      |           |           |           |           |                       |                       |                       |                       |
| К-1          | Беньямин Савшек        | 90,83                | 0                    | 90,83                | 93,42                | 110                  | 203,42               | 2                    | 99,92     | 0         | 99,92     | 2         | 111,95                | 108                   | 219,95                | 8                     |
| К-2          | Лука Божич Сашо Тальят | 100,82               | 2                    | 102,82               | 99,08                | 2                    | 101,08               | 6                    | 111,50    | 2         | 113,50    | 8         | Завершили выступление | Завершили выступление | Завершили выступление | Завершили выступление |

Женщины
| Соревнование | Спортсмены | Предварительный этап | Предварительный этап | Предварительный этап | Предварительный этап | Предварительный этап | Предварительный этап | Предварительный этап | Полуфинал | Полуфинал | Полуфинал | Полуфинал | Финал | Финал | Финал | Финал |
| Соревнование | Спортсмены | 1 попытка            | 1 попытка            | 1 попытка            | 2 попытка            | 2 попытка            | 2 попытка            | Место                | Полуфинал | Полуфинал | Полуфинал | Полуфинал | Финал | Финал | Финал | Финал |
| Соревнование | Спортсмены | Время                | Штраф                | Итог                 | Время                | Штраф                | Итог                 | Место                | Время     | Штраф     | Итог      | Место     | Время | Штраф | Итог  | Место |
| ------------ | ---------- | -------------------- | -------------------- | -------------------- | -------------------- | -------------------- | -------------------- | -------------------- | --------- | --------- | --------- | --------- | ----- | ----- | ----- | ----- |
| Б-1          |            |                      |                      |                      |                      |                      |                      |                      |           |           |           |           |       |       |       |       |

### Настольный теннис
Спортсменов — 1
Соревнования по настольному теннису проходили по системе плей-офф. Каждый матч продолжался до тех пор, пока один из теннисистов не выигрывал 4 партии. Сильнейшие 16 спортсменов начинали соревнования с третьего раунда, следующие 16 по рейтингу стартовали со второго раунда.
Мужчины
| Соревнование     | Спортсмены      | Квалификация       | Первый раунд       | Второй раунд            | Третий раунд             | 1/8 финала           | Четвертьфинал        | Полуфинал            | Финал                | Место |
| Соревнование     | Спортсмены      | Соперник Результат | Соперник Результат | Соперник Результат      | Соперник Результат       | Соперник Результат   | Соперник Результат   | Соперник Результат   | Соперник Результат   | Место |
| ---------------- | --------------- | ------------------ | ------------------ | ----------------------- | ------------------------ | -------------------- | -------------------- | -------------------- | -------------------- | ----- |
| Одиночный разряд | Боян Токич (20) | Не участвовал      | Не участвовал      | Лю Сун (ARG) (48) В 4:3 | Гао Нин (SIN) (10) П 0:4 | Завершил выступление | Завершил выступление | Завершил выступление | Завершил выступление | 17    |

### Стрельба
Спортсменов — 3
По итогам квалификации 6 или 8 лучших спортсменов (в зависимости от дисциплины), набравшие наибольшее количество очков, проходили в финал. Победителем соревнований становился стрелок, набравший наибольшую сумму очков по итогам квалификации и финала. В пулевой стрельбе в финале количество очков за попадание в каждой из попыток измерялось с точностью до десятой.
Мужчины
| Соревнование                          | Спортсмены      | Квалификация | Квалификация | Финал                | Всего                | Всего                |
| Соревнование                          | Спортсмены      | Результат    | Место        | Финал                | Результат            | Место                |
| ------------------------------------- | --------------- | ------------ | ------------ | -------------------- | -------------------- | -------------------- |
| Винтовка лёжа, 50 метров              |                 |              |              |                      |                      |                      |
| Винтовка из трёх положений, 50 метров | Раймонд Дебевец | 1161         | 27           | Завершил выступление | Завершил выступление | Завершил выступление |
| трап                                  |                 |              |              |                      |                      |                      |

Женщины
| Соревнование                          | Спортсмены | Квалификация | Квалификация | Финал | Всего     | Всего |
| Соревнование                          | Спортсмены | Результат    | Место        | Финал | Результат | Место |
| ------------------------------------- | ---------- | ------------ | ------------ | ----- | --------- | ----- |
| пневматическая винтовка, 10 метров    |            |              |              |       |           |       |
| винтовка из трёх положений, 50 метров |            |              |              |       |           |       |

### Стрельба из лука
Спортсменов — 1
Мужчины
| Соревнование              | Спортсмены      | Квалификация | Квалификация | 1/32 финала        | 1/16 финала        | 1/8 финала         | Четвертьфинал      | Полуфинал          | Финал              |
| Соревнование              | Спортсмены      | Результат    | Место        | Соперник Результат | Соперник Результат | Соперник Результат | Соперник Результат | Соперник Результат | Соперник Результат |
| ------------------------- | --------------- | ------------ | ------------ | ------------------ | ------------------ | ------------------ | ------------------ | ------------------ | ------------------ |
| Индивидуальное первенство | Клемен Штрайнар |              |              |                    |                    |                    |                    |                    |                    |

### Тхэквондо
Мужчины
| Соревнование | спортсмен      | Турнир       | 1/8 финала                 | Четвертьфинал      | Полуфинал          | Финал              |
| Соревнование | спортсмен      | Турнир       | Соперник Результат         | Соперник Результат | Соперник Результат | Соперник Результат |
| ------------ | -------------- | ------------ | -------------------------- | ------------------ | ------------------ | ------------------ |
| свыше 80 кг  | Иван Трайкович | За 1-е место | Чха Дон Мин (KOR) пор. 4—9 | Не прошел          | Не прошел          | Не прошел          |
| свыше 80 кг  | Иван Трайкович | За 3-е место |                            |                    |                    |                    |